# BASIC Stamp

BASIC Stamp

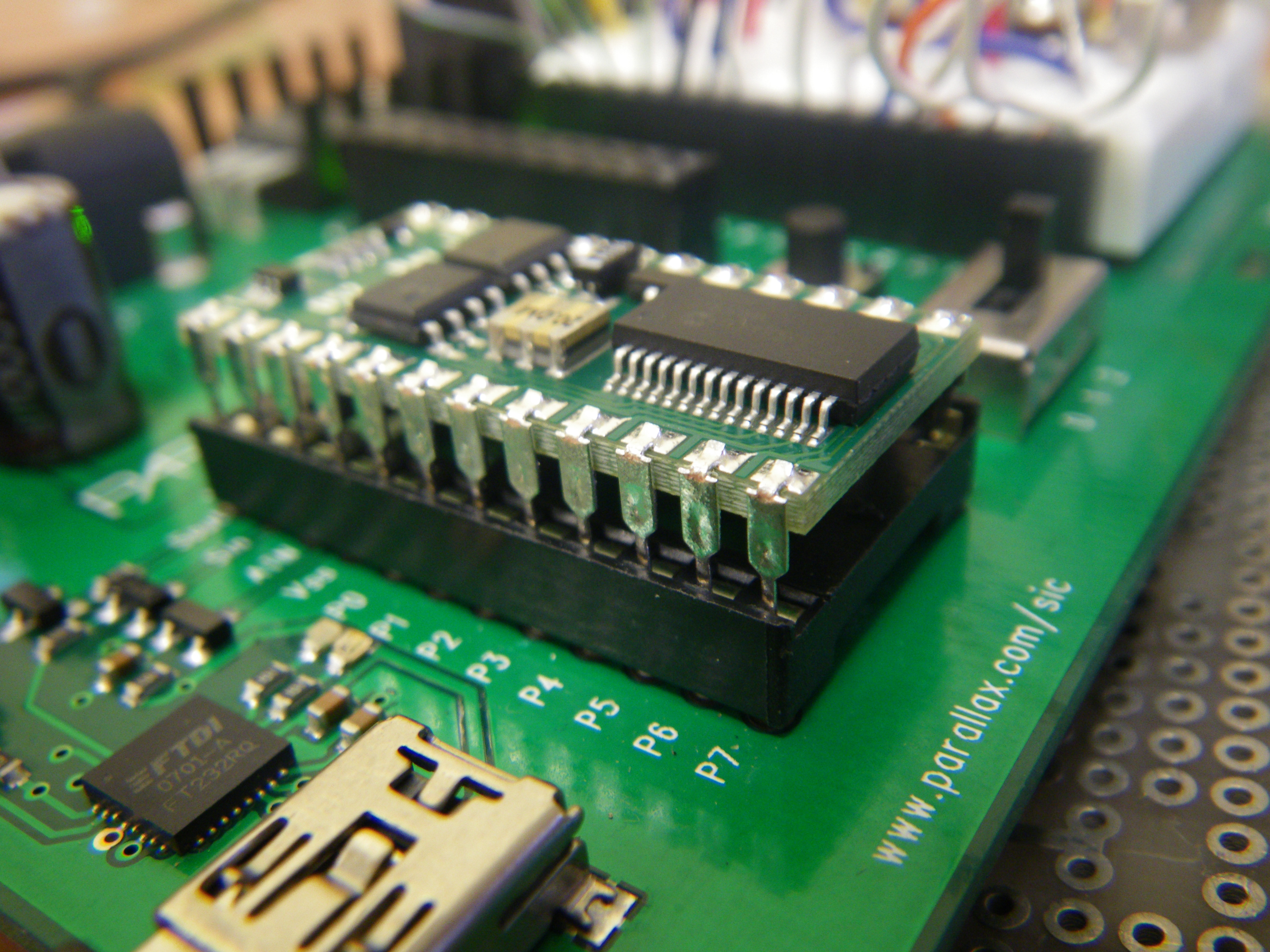
BASIC Stamp Platine, eingesteckt in einem Sockel

BASIC Stamp (BASIC-Briefmarke) ist die geschützte Bezeichnung für eine Familie von programmierten Mikrocontroller-Bausteinen der Firma Parallax.
Die erste BASIC Stamp kam 1992 auf den Markt und vereinte einen programmierten PIC-Mikrocontroller mit der notwendigsten Peripherie auf einer kleinen Leiterplatte. Während Mikrocontroller bis dahin üblicherweise mit Hilfe aufwändiger Entwicklungssysteme, meist in Assemblersprache oder mit einem C-Compiler programmiert werden mussten, wurde in die BASIC Stamp ein BASIC-Interpreter integriert. Dies erlaubte eine schnelle Programmentwicklung auf jedem Personal Computer und die Übertragung des fertigen Codes auf den Controller mit einem einfachen Verbindungskabel. Obwohl die Programme auf den ersten Basic Stamps relativ langsam liefen, etlichen Einschränkungen unterlagen und die Stamps vergleichsweise teuer waren, sorgte die einfache Handhabung für eine recht schnelle Verbreitung dieser Mini-Rechner.
Basic Stamps gibt es heute in vielen Ausführungen, teilweise mit 16-Bit-Prozessoren, USB-Schnittstellen, A/D-Wandlern und anderen Erweiterungen. 